# Кожбан
Кожба́н (каз. Қожбан) — село у складі Каратальського району Жетисуської області Казахстану. Входить до складу Айтубійського сільського округу.
Населення — 171 особа (2021; 272 у 2009, 182 у 1999, 278 у 1989).